# HNK Buna
Hrvatski nogometni klub Buna Buna bivši je hrv. bosanskohercegovački nogometni klub iz naselja Bune kod Mostara.

## Osnovni podatci
Boja domaćeg dresa bila je crvena, a gostujućeg bijela. Klupska adresa bila je Ortiješ.

## Povijest
Klub je osnovan 1952. godine. Tijekom 2000-ih i 2010-ih su se natjecali u 1. županijskoj ligi HNŽ.